# Campeonato Mundial de Natação em Piscina Curta de 2022 - 400 m livre feminino
A prova dos 400 metros nado livre feminino do Campeonato Mundial de Natação em Piscina Curta de 2022 foi disputada no dia 13 de dezembro de 2022, no Melbourne Sports and Aquatics Centre, em Melbourne, na Austrália.

## Recordes
Antes desta competição, os recordes mundiais e do campeonato nesta prova eram os seguintes:
|                       | Nome           | Nacionalidade | Tempo   | Local    | Data                   |
| --------------------- | -------------- | ------------- | ------- | -------- | ---------------------- |
| Recorde mundial       | Li Bingjie     | China         | 3:51.30 | Pequim   | 27 de outubro de 2022  |
| Recorde do campeonato | Ariarne Titmus | Austrália     | 3:53.92 | Hangzhou | 14 de dezembro de 2018 |

## Medalhistas
| Ouro                 | Prata                   | Bronze           |
| Lani Pallister (AUS) | Erika Fairweather (NZL) | Leah Smith (USA) |

## Cronograma
Todos os horários são locais (UTC+11). 
| Data           | Hora  | Evento        |
| -------------- | ----- | ------------- |
| 13 de dezembro | 11:05 | Eliminatórias |
| 13 de dezembro | 19:35 | Final         |

## Resultados

### Eliminatórias
As eliminatórias ocorreram no dia 13 de dezembro com início às 11:05.
| Colocação | Bateria | Raia | Nadadora                     | Nacionalidade            | Tempo   | Notas |
| --------- | ------- | ---- | ---------------------------- | ------------------------ | ------- | ----- |
| 1         | 4       | 2    | Erika Fairweather            | Nova Zelândia            | 3:58.27 | Q     |
| 2         | 3       | 4    | Lani Pallister               | Austrália                | 3:59.50 | Q     |
| 3         | 4       | 3    | Erin Gemmell                 | Estados Unidos           | 4:00.49 | Q     |
| 4         | 3       | 6    | Leah Smith                   | Estados Unidos           | 4:00.71 | Q     |
| 5         | 4       | 5    | Miyu Namba                   | Japão                    | 4:00.97 | Q     |
| 6         | 4       | 7    | Waka Kobori                  | Japão                    | 4:02.05 | Q     |
| 7         | 3       | 7    | Katja Fain                   | Eslovênia                | 4:02.13 | Q     |
| 8         | 3       | 3    | Leah Neale                   | Austrália                | 4:02.30 | Q     |
| 9         | 3       | 5    | Liu Yaxin                    | China                    | 4:02.36 |       |
| 10        | 3       | 1    | Helena Rosendahl Bach        | Dinamarca                | 4:03.59 |       |
| 11        | 4       | 8    | Imani de Jong                | Países Baixos            | 4:04.65 |       |
| 12        | 4       | 6    | Valentine Dumont             | Bélgica                  | 4:07.37 |       |
| 13        | 4       | 1    | Gabrielle Roncatto           | Brasil                   | 4:08.39 |       |
| 14        | 2       | 4    | Alexa Reyna                  | França                   | 4:08.44 |       |
| 15        | 2       | 6    | Anja Crevar                  | Sérvia                   | 4:08.62 |       |
| 16        | 3       | 8    | Silke Holkenborg             | Países Baixos            | 4:08.75 |       |
| 17        | 3       | 2    | Merve Tuncel                 | Turquia                  | 4:10.60 |       |
| 18        | 2       | 2    | Elisbet Gámez                | Cuba                     | 4:11.66 |       |
| 19        | 1       | 4    | Stephanie Houtman            | África do Sul            | 4:13.16 |       |
| 20        | 2       | 3    | Paula Otero                  | Espanha                  | 4:14.08 |       |
| 21        | 2       | 1    | Ho Nam Wai                   | Hong Kong                | 4:14.15 |       |
| 22        | 2       | 8    | Vár Erlingsdóttir Eidesgaard | Ilhas Feroé              | 4:16.97 |       |
| 23        | 1       | 5    | Martina Cibulková            | Eslováquia               | 4:19.76 |       |
| 24        | 2       | 7    | Iman Avdić                   | Bósnia e Herzegovina     | 4:21.65 |       |
| 25        | 1       | 6    | Jehanara Nabi                | Paquistão                | 4:25.36 |       |
| 26        | 1       | 3    | Natalia Kuipers              | Ilhas Virgens Americanas | 4:26.11 |       |
| 27        | 1       | 2    | Kaltra Meca                  | Albânia                  | 4:31.99 |       |
| 28        | 1       | 7    | Amaya Bollinger              | Guam                     | 5:04.88 |       |
| 29        | 1       | 1    | Maha Al-Shehhi               | Emirados Árabes Unidos   | DNS     | DNS   |
| 29        | 2       | 5    | Gan Ching Hwee               | Singapura                | DNS     | DNS   |
| 29        | 4       | 4    | Li Bingjie                   | China                    | DNS     | DNS   |

### Final
A final foi realizada no dia 13 de dezembro com início às 19:35.
| Colocação         | Raia | Nadadora          | Nacionalidade  | Tempo   | Notas            |
| ----------------- | ---- | ----------------- | -------------- | ------- | ---------------- |
| Medalha de ouro   | 5    | Lani Pallister    | Austrália      | 3:55.04 |                  |
| Medalha de prata  | 4    | Erika Fairweather | Nova Zelândia  | 3:56.00 |                  |
| Medalha de bronze | 6    | Leah Smith        | Estados Unidos | 3:59.78 |                  |
| 4                 | 2    | Miyu Namba        | Japão          | 4:01.13 |                  |
| 5                 | 1    | Katja Fain        | Eslovênia      | 4:01.46 | Recorde nacional |
| 6                 | 3    | Erin Gemmell      | Estados Unidos | 4:01.82 |                  |
| 7                 | 7    | Waka Kobori       | Japão          | 4:02.14 |                  |
| 8                 | 8    | Leah Neale        | Austrália      | 4:03.45 |                  |

Legenda
| Recorde mundial       | Recorde mundial (World record)               |                       | Recorde africano                      | Recorde africano (African) |                                           | Q | Classificado por posição (Qualified) |
| Recorde do campeonato | Recorde do campeonato (Championship record)  | Recorde da América    | Recorde da América (Americas)         | q                          | Classificado por melhor tempo (Qualified) |   |                                      |
| Melhor marca do ano   | Melhor marca do ano (World leading)          | Recorde asiático      | Recorde asiático (Asian)              | DNS                        | Não largou (Did not start)                |   |                                      |
| Recorde nacional      | Recorde nacional (National record)           | Recorde europeu       | Recorde europeu (European)            | DNF                        | Não terminou (Did not finish)             |   |                                      |
| Recorde pessoal       | Recorde pessoal do atleta (Personal best)    | Recorde da Oceania    | Recorde da Oceania (Oceania)          | DSQ / DQ                   | Desclassificado (Disqualified)            |   |                                      |
| Recorde da temporada  | Recorde da temporada do atleta (Season best) | Recorde sul-americano | Recorde sul-americano (South America) | NM                         | Sem marca (No mark)                       |   |                                      |